# Piràmide d'Amenemhet III
La piràmide d'Amenemhet III o piràmide de Hawara és una piràmide a Hawara, prop d'el Faium, a Egipte. Tenia una alçada de 58 metres, una base de 102 metres i un angle d'uns 48 graus El complex que inclou el temple mortuori, la piràmide, i el temple del nord era rodejat d'un mur orientat de nord a sud, la muralla més gran que en cap altra piràmide de l'Imperi Mitjà.
El faraó va construir a la regió de l'oasi del Faium diverses obres: la piràmide (la seva segona piràmide); el temple a Kiman Faris (Faras) al déu cocodril Sobek, a tocar de Cocodrilòpolis; i dos colossos de 12 metres d'alçada al modern llogaret de Biahmu. El fracàs de la piràmide construïda a Dashur, després de quinze anys de treball, el va portar a construir una de nova prop del modern llogaret d'Hawara o Hawara al-Makta, propera a la piràmide de Lahun (de Senusret II). La piràmide fou construïda de forma diferent a la de Dashur. El seu nom probablement fou "Amenemhet viu".

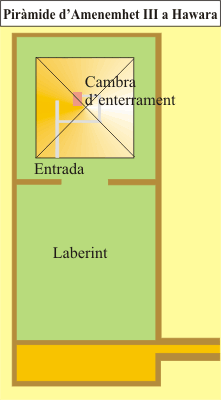
Piràmide d'Amenemhet III a Hawara

Lepsius hi va voler entrar el 1843; el 1883 ho va provar Luigi Vasalli; però fins a Petrie, el 1889, no es va aconseguir. Petrie, juntament amb Wainwright i MacKay, va aconseguir arribar-ne a la cambra mortuòria.
Un temple de la vall sembla haver estat connectat a la piràmide per una calçada que porta a les muralles que l'envolten. L'entrada a la muralla era pel sud-oest. Encara no s'ha excavat aquesta zona. Petrie va excavar la zona del complex mortuori al costat de la piràmide, conegut pel laberint, que segons la llegenda fou el model de Dèdal per construir el seu laberint de Minos per guardar el Minotaure (segons Diodor de Sicília). Desgraciadament, es va fer servir com a pedrera en temps dels romans i les restes que en queden són molt minses. El complex tenia 28.000 m². Estrabó diu que hi havia un palau per a cada nomós, però Heròdot només n'esmenta 12. Petrie només va trobar unes estàtues de Sobek i Hathor, i una dea palmera poc habitual; prop d'allí, va trobar una estàtua d'Amenemhet III en un canal que probablement va pertànyer al temple.
La piràmide fou construïda durant la dinastia XII, amb rajoles de terracota i coberta de pedra plana. L'entrada era per la cara que dona al sud, prop de la cantonada sud-est. Un corredor descendent amb escales conduïa en direcció nord, i arribava a la cambra mortuòria. Un segon corredor amagat conduïa a una segona cambra, i estava destinat a ser bloquejat. De la cambra mortuòria, el corredor seguia cap a dues cambres, l'una al nord i l'altra a l'est; un altre passatge és tallat, però podria conduir a la cambra d'enterrament del sud. El corredor de l'est arribava a una cambra d'enterrament, amb una petita cambra d'enterrament amb un pas destinat també a ser bloquejat; des d'aquí, un corredor cap al nord també estava destinat a ser bloquejat i, de fet, ho fou. Finalment, el corredor que duia al nord arribava a la cambra d'enterrament construïda sobre l'eix vertical de la piràmide. L'estructura de la piràmide, després del desastre de Dashur, era menys complexa, amb pocs corredors i cambres, però es va usar un enginyós sistema per a construir i aïllar la cambra d'enterrament.
Petrie va trobar, en una antecambra de la piràmide, un sarcòfag de fusta i alabastre amb el nom de la princesa Neferuptah, una de les filles d'Amenemhet III. Inicialment, es va pensar que s'havia enterrat amb el pare, però això va ser contradit després: el 1956, Naguib Farag va excavar una piràmide completament destruïda a dos km al sud-est i, en un sarcòfag de granit rosa, va trobar també el nom de la mateixa princesa i el seu nom era en un altre lloc de la piràmide, la qual cosa semblava acreditar que s'havia enterrat allí; sembla el més probable, però ara com ara el dubte no s'ha aclarit definitivament.